# 瓦勒德莫代尔
瓦勒德莫代尔（法語：Val-de-Moder，法語發音：[val də mɔdɛʁ]）是法国下莱茵省的一个市镇，位于该省西北部，属于阿格诺-维桑堡区。

## 地名
“瓦勒德莫代尔”（Val-de-Moder）一名在法语中意为“莫代尔河谷”。

## 历史
瓦勒德莫代尔成立于2016年1月1日，由以下三个市镇合并而成：
- 普法弗诺芬（Pfaffenhoffen）
- 于伯拉赫（Uberach）
- 拉瓦尔克（La Walck）

其中普法弗诺芬为政府驻地。
2019年，市镇林格尔多夫（Ringeldorf）并入瓦勒德莫代尔。

## 地理
瓦勒德莫代尔（48°50'43"N, 7°36'42"E）面积9.01 平方千米，位于法国大東部大區下莱茵省，该省份为法国大陆部分最东部的省份，是阿尔萨斯的一部分，今与上莱茵省组成了阿尔萨斯欧洲集体，其南至上莱茵省，西南接孚日省和默尔特-摩泽尔省，西接摩泽尔省，北与德国接壤。
与瓦勒德莫代尔接壤的市镇（或旧市镇、城区）包括：比乔芬、阿格诺、尼德莫登、莫什维莱尔、格拉森多夫、埃滕多夫、沙尔肯多夫、奥伯莫登-楚岑多夫、金德维莱尔。
瓦勒德莫代尔的时区为UTC+01:00、UTC+02:00（夏令时）。

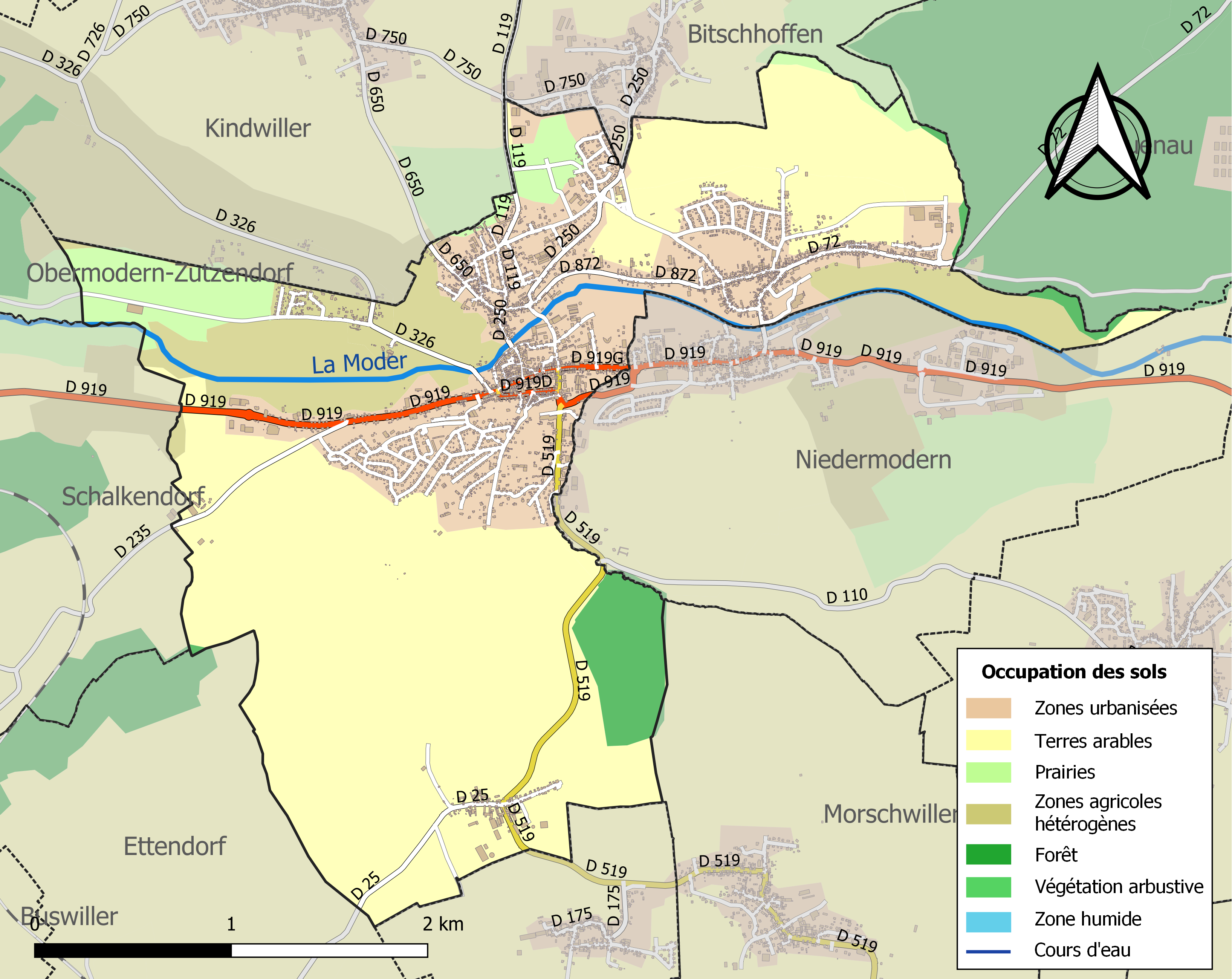
瓦勒德莫代尔的OSM定位图

## 行政
瓦勒德莫代尔的邮政编码为67350，INSEE市镇编码为67372。

## 政治
瓦勒德莫代尔所属的省级选区为布克斯维莱尔县、賴什索芬縣。

## 人口
瓦勒德莫代尔于2022年1月1日时的人口数量为5047人。